# Chaunus fernandezae
Chaunus fernandezae là một loài cóc trong họ Bufonidae.
Nó được tìm thấy ở Argentina, Brasil, Paraguay, và Uruguay.
Các môi trường sống tự nhiên của chúng là đồng cỏ khô nhiệt đới hoặc cận nhiệt đới vùng đất thấp, đồng cỏ nhiệt đới hoặc cận nhiệt đới vùng ngập nước hoặc lụt theo mùa, đầm nước ngọt có nước theo mùa, phá nước ngọt ven biển, đất canh tác, vùng đồng cỏ, các đồn điền, và đất nông nghiệp có lụt theo mùa.

## Hình ảnh

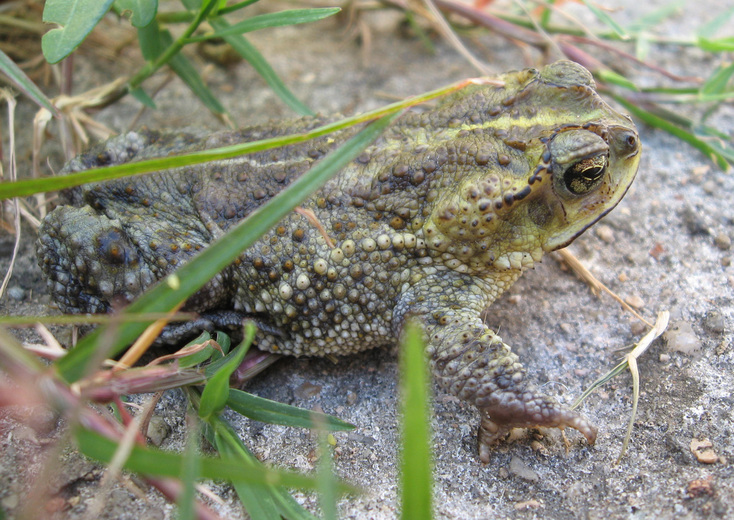
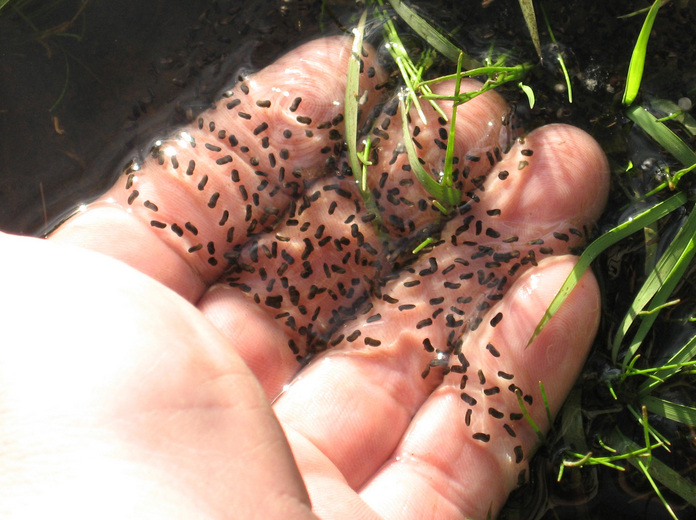
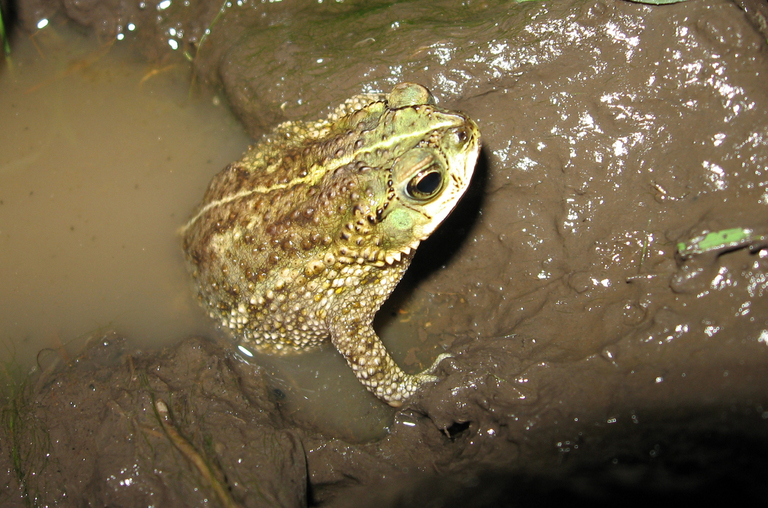